# سوترية حمراء ضئيلة
سوترية حمراء ضئيلة (الاسم العلمي: Sutterella parvirubra) هي نوع من البكتيريا، سلبية الغرام، تتبع جنس السوتريات.